# Vernole
Vernole ist eine südostitalienische Gemeinde (comune) mit 6646 Einwohnern (Stand 31. Dezember 2023) in der Provinz Lecce in Apulien. Das Wort Vernole lässt sich von „vero“ und „olio“ ableiten, was auf Deutsch so viel bedeutet wie „echtes“ oder „reines“ Öl. Die Gemeinde liegt etwa 13,5 Kilometer südöstlich von Lecce unmittelbar am Adriatischen Meer im südlichen Salento.
Am 26. Juli feiern die Vernolesi die Schutzpatronin Anna. Es findet an diesem Tag eine große Prozession statt, an der fast alle Einwohner teilnehmen. Es wird dann eine menschengroße Statue durch die Straßen und Gassen Vernoles getragen. Am Abend dieses Tages findet eine Kirmes und ein Konzert statt, das Konzert auf der Piazza (Marktplatz) des Ortes und die Kirmes zum Teil in Vernole und zum Teil etwas außerhalb.

## Geschichte
Vernole wird erstmals urkundlich im Jahre 1115 erwähnt. Während der Feudalzeit blieb der Ort nahezu bedeutungslos. 1961 eskalierte ein Konflikt in der Bevölkerung, als es bei einer kommunalen Wahl Ende 1960 wegen des Wahlsystems zu einer Benachteiligung der Bürgerliste kam.

## Sehenswürdigkeiten
In Vernole gibt es eine Kirche, den Menhir Materdomini sowie drei Kapellen, zwei innerhalb des Ortes und eine außerhalb am Friedhof.

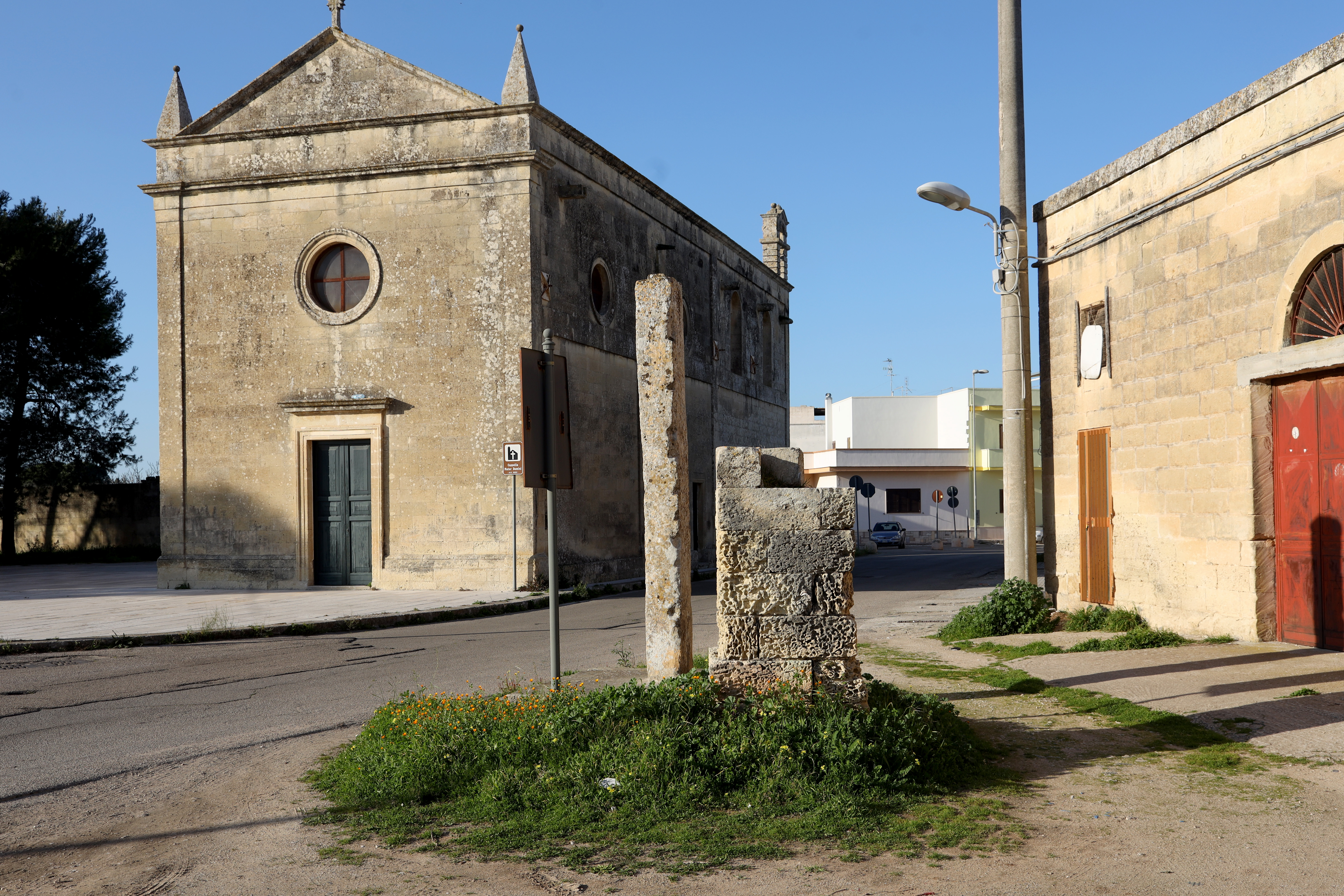
Menhir 'Materdomini'

## Wirtschaft
Unterhalb der Piazza ist eine alte Ölmühle, die früher betrieben wurde. Heute werden die Oliven zu einer außerhalb liegenden Mühle zum Mahlen gebracht. Vernole lebt überwiegend von der Olivenöl-Produktion, aber auch vom Tourismus, da es nur ca. sieben Kilometer vom Meer entfernt liegt.

## Persönlichkeiten
- Salvatore De Giorgi (* 1930), Kardinal